# 奥尔斯多夫
奥尔斯多夫是奥地利上奥地利州格蒙登县的一个市镇。总面积27.9平方公里，总人口4703人，人口密度168.6人/平方公里（2005年）。